# Stretto di Bransfield
Lo stretto di Bransfield è uno stretto dell'Oceano Antartico, largo circa 120 km e lungo circa 400 km che si estende in direzione prevalentemente nordest-sudovest tra le Isole Shetland Meridionali a nord e la Penisola Antartica e l'Arcipelago di Joinville a sud. Si apre a est tra l'Isola Joinville e l'isola Clarence estendendosi per una lunghezza di 450 km o secondo altre fonti tra l'isola di Re Giorgio e l'Isola d'Urville, estendendosi per 370 km di lunghezza. A ovest si apre tra l'isola Smith e l'isola di Brabant dell'Arcipelago di Palmer.
Viene chiamato Mar de la Flota dall'Argentina.

## Etimologia
Lo stretto ricevette l'attuale denominazione nel 1825 da parte dell'esploratore britannico James Weddell in onore di un altro esploratore britannico, Edward Bransfield, che aveva redatto la cartografia delle Isole Shetland nel 1820.

## Caratteristiche
La fossa sottomarina che attraversa lo stretto è nota come Bransfield Trough (Fossa di Bransfield) (coordinate 61°30′S 54°00′W). Il bacino si estende per circa 400 km di lunghezza e 2 km di profondità tra le Isole Shetland Meridionali e la Penisola Antartica. Si è formato in seguito all'attività tettonica distensiva dietro alle isole iniziatasi circa 4 milioni di anni fa. Il fenomeno è tuttora in corso e ha causato recenti terremoti e attività vulcanica.
Nello stretto si trova una catena di montagne sommerse di origine vulcanica, tra cui l'Orca Seamount, attualmente inattivo.

## Storia
Il nome Mar de la Flota con cui è conosciuto nella cartografia argentina si riferisce al viaggio compiuto nella zona nel febbraio 1948 da una forza navale della Marina Argentina con 3.000 uomini a bordo, con l'obiettivo di affermare la propria rivendicazione di sovranità. Attualmente le Shetland Meridionali sono rivendicate da Argentina, Cile e Regno Unito.
Il 23 novembre 2007, la nave da crociera Explorer, battente bandiera liberiana, colpì un iceberg e affondò nello stretto di Bransfield. I suoi 154 passeggeri furono salvati.

## Conservazione

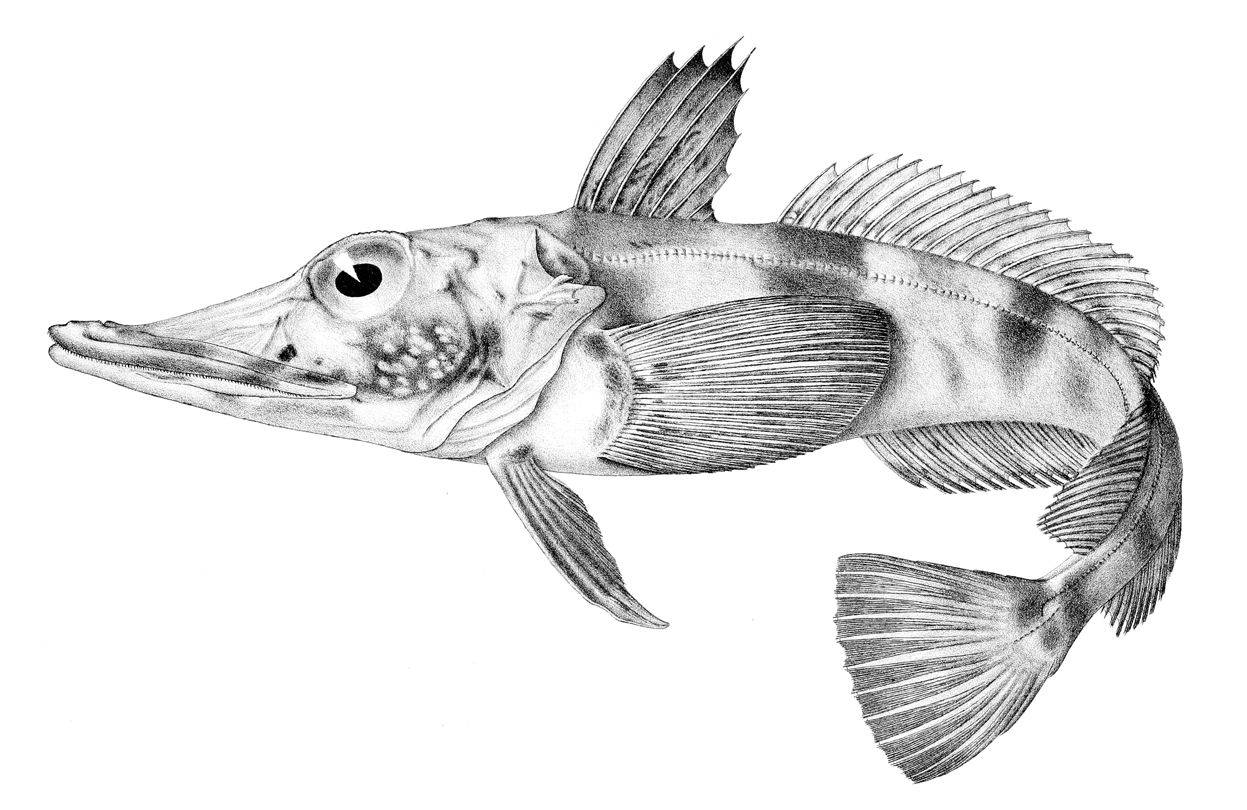
Pesce ghiaccio dalla pinna nera

Un'area marina di acque relativamente basse con un'estensione di circa 1021 km2, al di fuori della costa occidentale e meridionale dell'Isola Bassa, nelle Isole Shetland Meridionali, è stata designata come Area Specialmente Protetta dell'Antartide (ASPA 152) perché è una delle due sole zone note nei pressi della statunitense Stazione Palmer adatte per la pesca a strascico di pesci e altri organismi bentonici. Gli scienziati che operano nella Stazione Palmer raccolgono pesci fin dai primi anni 1970 e l'area è stata riconosciuta come importante sito per la riproduzione di molte specie, tra cui Notothenia coriiceps e Chaenocephalus aceratus.

## Geologia
L'area dello Stretto di Bransfield presenta condizioni geodinamiche distensive che sono conseguenza di una complessa interazione tra le placche tettoniche di Scotia, della placca antartica e dell'antica placca di Phoenix; uno studio scientifico cileno ha suggerito che l'attività sismica nell'area dello Stretto di Bransfield a partire dall'agosto 2020 sarebbe dovuta alla separazione tettonica delle Isole Shetland Meridionali con la penisola Antartica e non al vulcano sottomarino Orca, come si pensava in precedenza.
Tutta questa attività geodinamica si riflette nei vulcani emersi con attività vulcanica recente, uno degli esempi più evidenti è Deception Island, la cui ultima eruzione superficiale risale agli anni settanta.